# Leptodoras oyakawai
Leptodoras oyakawai es una especie de peces de la familia Doradidae en el orden de los Siluriformes.

## Morfología
• Los machos pueden llegar alcanzar los 12,4 cm de longitud total.
- Número de  vértebras: 38-40.[1]

## Hábitat
Es un pez de agua dulce  y de clima tropical.

## Distribución geográfica
Se encuentran en Sudamérica:  cuencas de los ríos  Tapajós y  Xingu (Brasil ).